# Першы
«Першы» — 16-й и последний альбом белорусской панк-группы «Нейро Дюбель». Альбом вышел 8 ноября 2017 года.

## Об альбоме
Деньги на запись нового альбома группа «Нейро Дюбель» собирала при помощи краудфандинга. Для группы это был новый опыт. Также это первый альбом группы, который записан без участия гитариста и второго вокалиста Юрия Наумова. Наумов покинул группу годом ранее. Запись альбома проходила на минской студии, а сведение и мастеринг в Москве. Это первый случай в истории группы, когда диск сводился за пределами Белоруссии. За сведение отвечал Илья Денисенко, звукорежиссёр «Нашего радио». Концертная презентация состоялась 6 ноября в минском клубе Re:Public, сам альбом вышел 8 ноября. На диск вошло 14 композиций. Впервые на альбоме нет ненормативной лексики (только одно слово в песне «Кинули»). Кавер в этот раз был сделан на песню «Погоня» из кинофильма «Новые приключения неуловимых».

## Список композиций
| №                   | Название              | Автор(ы)              | Длительность |
| ------------------- | --------------------- | --------------------- | ------------ |
| 1.                  | «Першы»               |                       | 3:34         |
| 2.                  | «Лёх и сдох»          |                       | 3:16         |
| 3.                  | «Племянник»           |                       | 3:33         |
| 4.                  | «4К»                  |                       | 2:40         |
| 5.                  | «Алыча»               |                       | 3:41         |
| 6.                  | «6 мужиков»           |                       | 2:37         |
| 7.                  | «Кинули»              |                       | 3:00         |
| 8.                  | «Штаны»               |                       | 3:25         |
| 9.                  | «Погоня»              | Роберт Рождественский | 2:43         |
| 10.                 | «Тараканы»            |                       | 4:18         |
| 11.                 | «Стёпа»               |                       | 2:50         |
| 12.                 | «Вестерн»             |                       | 2:55         |
| 13.                 | «Время без Лемми»     |                       | 2:39         |
| 14.                 | «Переваренное солнце» |                       | 3:12         |
| Общая длительность: | Общая длительность:   | Общая длительность:   | 43:24        |

## Участники записи
- Александр Куллинкович — вокал
- Виталий Абрамович — соло-гитара
- Владимир Сахончик — гитара
- Евгений Бровко — бас-гитара, бэк-вокал
- Андрей Степанюк — ударные
- музыка — «Нейро Дюбель»
- слова — Александр Куллинкович, кроме 9 — Роберт Рождественский
- запись — студия FORZ (Минск), звукооператор Дмитрий Голодко
- сведение и мастеринг — Илья Денисенко («Наше радио», Москва)[1]

## Рецензии
На сайте Experty.by альбом получил 6,75 балла из 10. Мнения экспертов сошлись в том, что исполнительский и технический уровень записи подрос, но сама музыка и тематика песен остались прежними: «крепкий рабочий альбом, который продолжает стилистику и держит планку».